# Sèrra de Fontfreda
La Sèrra de Fontfreda és una serra situada al municipi de Vielha e Mijaran a la comarca de la Vall d'Aran, amb una elevació màxima de 2.606 metres. La longitud de la serra és de 2.760 metres.
Forma part de la cadena axial pirinenca, separant les aigües mediterrànies de les atlàntiques. Des de l'oest, té el seu origen al Tuc deth Pòrt de Vielha, de 2.606 metres d'altitud, continua per la Tuca Blanca de Fontfreda, cim de 2.494 metres i finalitza al Tuc de Sarrahèra, de 2.634 metres d'altitud, on enllaça amb la Sèrra de Rius.
El vessant sud dona al Lac Redon i a la vall de Conangles. El vessant nord ho fa a la vall del riu de Fontfreda, que pertany a la vall d'Aran geogràfica.